# Ombrone (departement)

Franse departementen in Noord-Italië

Ombrone (1808-1814) was een Frans departement in Noord-Italië, als deel van het Eerste Franse Keizerrijk. De hoofdplaats was Siena.
Het was een van de drie departementen die ontstonden toen de Fransen het koninkrijk Etrurië annexeerden (1808). De naam komt van de rivier Ombrone. De prefectuur was in Siena en er waren twee onderprefecturen: Grosseto en Montepulciano. Ombrone heeft slechts één prefect gekend: Ange Gandolfo.
In 1814, met de val van Napoleon, ging het gebied naar het groothertogdom Toscane. Het gebied bestaat heden uit de Italiaanse provincies Siena en Grosseto.